# Knemidokoptes
Knemidokoptes (Syn. Knemidocoptes Oudemans 1898) ist eine Gattung der Milben mit 15 Arten, die als Ektoparasiten Vögel befallen. Knemidokoptes pilae und Knemidokoptes mutans sind als sogenannte „Kalkbeinmilben“ die Erreger der Knemidokoptesräude, einer weltweit verbreitete Ektoparasitose bei Hausgeflügel, Zier- und Wildvögeln.

## Merkmale
Adulte weibliche Milben sind etwa 0,4 × 0,3 mm groß. Der Entwicklungszyklus (embryonierte Eier, Larven-, Nymphenstadium) dauert drei bis vier Wochen. Die Milben leben in der Oberhaut (Epidermis) und lösen dort Hornhautwucherungen (Hyperkeratose) aus.

## Systematik
Die Gattung war früher in der Familie Knemidokoptidae, die heute als Unterfamilie der Epidermoptidae angesehen wird. In der Überfamilie Analgoidea, zu der diese Familie zählt, gibt es zahlreiche andere Milbenfamilien, deren Arten auf und in der Haut, auf Federn und Fellen von Wirbeltieren parasitieren.